# فيدل (اسم)
فيدل (باللاتينية: Fidel) هو اسم علم شخصي مذكر معناه المؤمن أو الوفي، ويعتبر من أكثر السماء المنتشرة في العالم الغربي والمسيحي وخصوصاً في الدول اللاتينية.

## الشخصيات
- فيدل كاسترو سياسي كوبي
- فيديل فالديس راموس سياسي فلبيني